# Locika setá
Salát, odborně locika setá nebo locika salátová (Lactuca sativa L.) je listová zelenina původem snad z Asie. Do střední Evropy se dostala ve středověku ze Středozemí. Vyskytuje se pouze v kultuře a je známo mnoho variet, či kultivarů různých tvarů a barev listů. Locika se obvykle pěstuje jako salátová, tedy listová zelenina a jako taková je rozšířena po celém světě.

## Popis

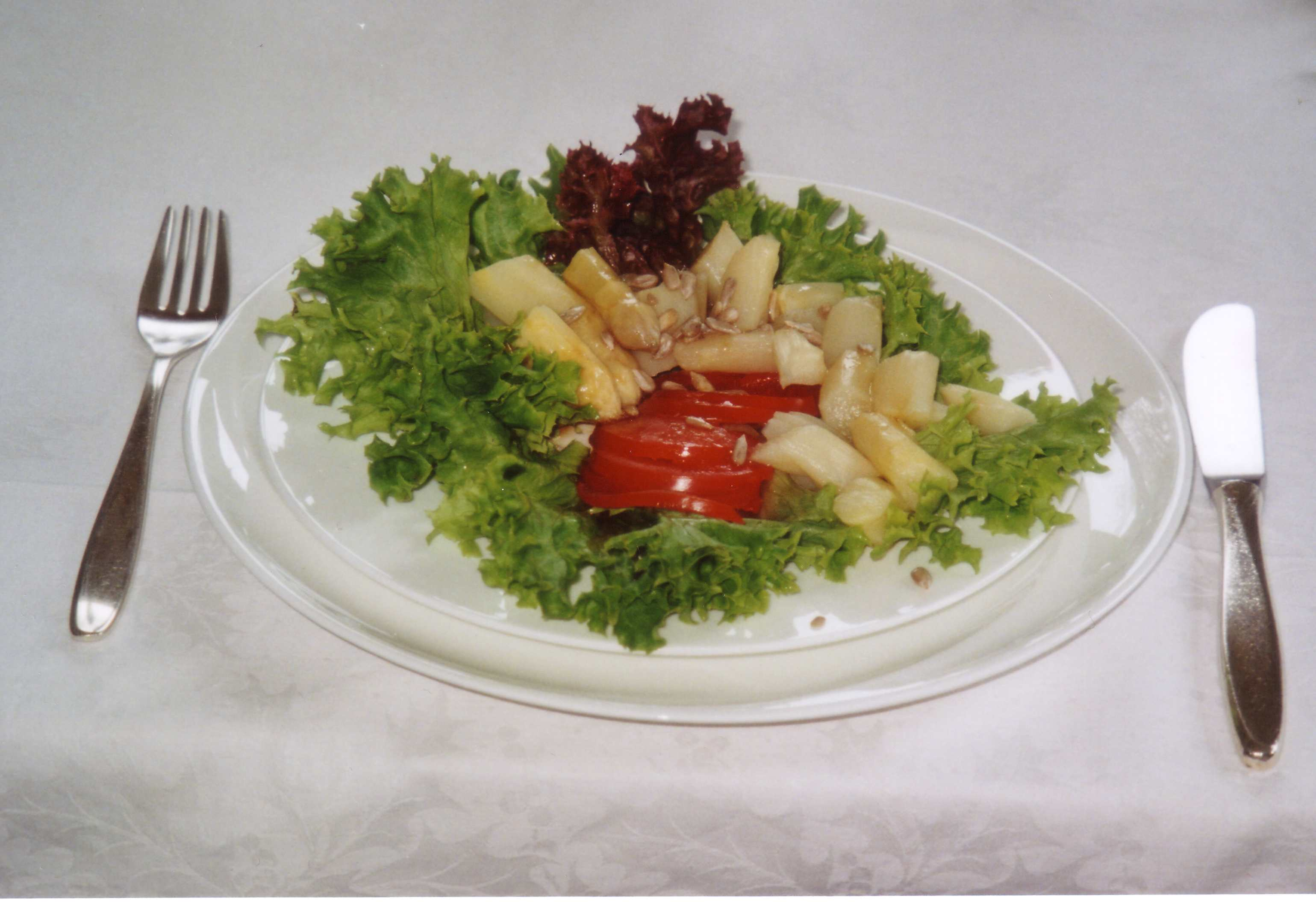
Salát z listů salátu, rajčat a chřestu

Locika je letnička i dvouletka se světle i tmavě zelenými, načervenalými i tmavočervenými listy. Tvoří hlávkovité růžice s hladkými i zkadeřenými listy. Malé žluté květy připomínají pampelišku, jsou však menší.

## Poddruhy a kultivary
- Salát hlávkový (Lactuca sativa var. capitata)
  - Salát hlávkový ledový "Derel" (Lactuca sativa var. capitata "Derel"); ledový salát je odrůda hlávkového vyšlechtěná v Kalifornii koncem 19. století, lesk na povrchu připomíná led; tvrdá a těžká hlávka připomíná i zelí
- Salát listový (Lactuca sativa var. crispa)

## Dějiny
Locika byla známa již ve starověkém Egyptě, odkud se rozšířila do jižní Evropy a dále na sever. Její nejstarší zobrazení objevili archeologové v chrámu Senusreta I. v egyptském Karnaku. Senusret I. zde obětuje mléko bohu Minovi, jemuž byl salát zasvěcen. 

Lociku znali ve starověké Persii, lékaři ve starověkém Řecku, kde se pěstovala již od 6. století př. n. l., věřili, že salát může působit jako prostředek vyvolávající spánek. Pochutnávali si na ní samozřejmě i ve starověkém Římě, odkud se ve středověku rozšířila dále do Evropy. Do Ameriky ji přivezl Kryštof Kolumbus.

## Průměrný obsah látek a minerálů
Tabulka udává dlouhodobě průměrný obsah živin, prvků, vitamínů a dalších nutričních parametrů zjištěných v hlávkovém salátu.
| Složka          | Jednotka | Průměrný obsah | Prvek (mg/100 g) | Průměrný obsah | Složka (mg/100g) | Průměrný obsah |
| --------------- | -------- | -------------- | ---------------- | -------------- | ---------------- | -------------- |
| voda            | g/100 g  | 95,1           | Na               | 3              | vitamin C        | 5              |
| bílkoviny       | g/100 g  | 0,8            | K                | 220            | vitamin D        | 0              |
| tuky            | g/100 g  | 0,5            | Ca               | 19             | vitamin E        | 0,57           |
| cukry           | g/100 g  | 1              | Mg               | 5              | vitamin B6       | 0,04           |
| celkový dusík   | g/100 g  | 0,13           | P                | 18             | vitamin B12      | 0              |
| vláknina        | g/100 g  | 0,9            | Fe               | 0,4            | karoten          | 1,02           |
| mastné kyseliny | g/100 g  | 0,4            | Cu               | 0,01           | thiamin          | 0,12           |
| cholesterol     | g/100 g  | 0              | Zn               | 0,1            | riboflavin       | 0,02           |
| energie         | kJ/100 g | 59             | Mn               | 0,3            | niacin           | 0,4            |

Šťáva z listů obsahuje malé množství organických kyselin (jablečná, citronová, šťavelová). Zároveň obsahují asparagin a hořký lactusin.